# 勝精
勝 精（かつ くわし、1888年〈明治21年〉8月23日 - 1932年〈昭和7年〉7月10日）は、日本の華族、実業家。爵位は伯爵。旧姓は徳川（とくがわ）。

## 略歴
1888年（明治21年）8月23日、徳川慶喜の十男として生まれる。母は新村信で、石工の望月宗兵衛のもとに預けられた。1892年（明治25年）2月8日、勝海舟は嫡子小鹿が早世したため、慶喜の子を孫娘の婿養子に迎えて伯爵の家督を譲ろうと考えた。勝は慶喜の七男・慶久を養子にと望んだが、慶喜は「あれは当家の嗣子であるので」といって断り、末男の精を養子に出したという。慶喜・家達に精との養子縁組を申し入れ、同年2月14日、父の慶喜は精の養子入りを承諾した。1897年（明治30年）9月、兄・誠とともに精は静岡から東京に移り、学習院初等学科に入学した。
1899年（明治32年）1月20日、精は勝小鹿の娘である伊代子の婿として勝家に入った。養父・海舟の死去に伴い同年2月8日に家督を相続、伯爵を授爵する。1902年（明治35年）7月、学習院初等学科を卒業し慶應義塾に転校。慶應義塾大学部理財科（現・経済学部経済学科）を卒業後、オリエンタル写真工業、浅野セメントなどの重役を歴任した。
精は家庭的には1男5女をもうけたが、伊代子が1922年（大正11年）5月7日に他界したため、その後は妾を作り大っぴらに遊んだという。1932年（昭和7年）7月10日に没する。死因は当初、脳溢血とされたが、後に愛妾の水野マサと、マサの居所として借りていた広尾の家でカルモチンを飲み心中したと報道された。墓所は、東京都台東区の谷中霊園であり、実父である慶喜の墓所のすぐ近くである。
子女は道子（子爵朽木綱博夫人。1910年生、2005年5月に95歳で死去）、善子（三菱銀行筧元貞夫人、1911年生）、靜子（子爵石野基恒夫人、1912年生）、中子（子爵戸田忠和夫人、のち佐々木弘治夫人、1913年生）、當子（男爵藤田光一夫人）、勝芳孝（新興製作所代表取締役、1915年生）。長男である芳孝が襲爵し、家系はその長男・芳邦（1961年生、2016年死去）に続いた。

## 人物
精は写真やビリヤード、特に銃猟、投網など多趣味で知られ交友関係も広く、独自に自動ドアを発明するなど華族としては型破りの性格であったという。当時、発売されたばかりのオートバイ（ハーレーダビッドソン）に興味を持ち、村田鉄工所を屋敷内に設け1923年（大正12年）に1000ccの排気量を持つ国産オートバイ「ヂャイアント号」を製作させた。後に村田鉄工所のメンバーは目黒製作所（後に川崎重工業に吸収）を設立したことから、精も現在のカワサキ車の起源を造った一人とも言われている。

## 栄典
位階
- 1908年（明治41年）8月31日 - 従五位[6]
- 1912年（大正元年）9月10日 - 正五位[7]

勲章・爵位
- 1899年（明治32年）2月8日 - 伯爵[8]